# Odpörovät 1968
Odpörovät 1968 (tschechisch odporovat 1968 ‚Widerstand 1968‘ mit Heavy-Metal-Umlaut), auch O.68, ist eine 2004 gegründete Funeral-Doom-Band.

## Geschichte
Odpörovät 1968 ist das 2004 von dem in Regensburg lebenden Grafikdesigner und Musiker Dušan Bĕlohlávek gegründete Soloprojekt. Der Bandname gilt als Anspielung auf den Prager Frühling.
Bĕlohlávek veröffentlichte mit Distortional Self-Injurence Machinery 2005 erste Aufnahmen des von ihm initiierten Projektes als Demo. Nach einer Split-EP mit der aus Hamburg stammenden Band Amelotatis 2008 und der EP The Omnipresence of Death 2009 veröffentlichte er in Kooperationen mit dem Label Omnious Silence das international positiv rezipierte Debütalbum Elend.
Das Album sei eines, „das mit gebührendem Geschick komponiert wurde und aufgrund seiner vielen Facetten und einer umfassenden Vision vom Genre überraschen kann.“ Dabei sei Elend eine gute Arbeit, die Potential zeige jedoch Mängeln in der Ausarbeitung und Produktion aufweise. Ähnlich lautete eine für das Webzine Doommantia verfasste Besprechung in der Elend als visionäres Album tituliert wurde, dass jedoch an Mängeln in der Produktion und dem Fehlen eines realen Schlagzeugers kranke. Eben diesen Mangel benannte Paul Robertson für The Sleeping Shaman als eine Schande, da für ihn Odpörovät 1968 ohne diesen Malus mit Leichtigkeit „überwältigend und majestätisch“ geklungen hätten. Asa Septikemi von Avantgarde Metal hingegen lobte das Album als eine kantige und vielschichtige Seltenheit im Genre. Ebenso positiv schloss eine für Heathen Harvest verfasste Besprechung, dass Elend geschmackvoll und exotisch sowie empfehlenswert sei. Eine ähnliche Empfehlung sprach Vince Neilstein aus, der das Album für Metal Sucks als „totale Entspannung“ beschrieb.

## Stil
Die Musik von Odpörovät 1968 wird als Funeral Doom kategorisiert. Bĕlohlávek präsentiere einen „rohen, böswilligen und klaustrophobischen Doom, der sich durch einige intensiv düstere und basslastige Klagelieder windet.“ Die Musik vereine „alle üblichen Bestandteile des Funeral Doom. Zäh kriechende Death-Doom-Riffs, elegisch harmonisierte Gitarre à la früher Paradise Lost oder My Dying Bride, atmosphärische Keyboards, gutturale, subsonische Vocals und ein allgemeines Gefühl epischer Trauer - aber O.68 unterscheidet sich von den meisten in der deutlich komplexeren Natur[.]“

## Diskografie
- 2005: Distortional Self-Injurence Machinery (Demo, Selbstverlag)
- 2008: Todeskvlt EP (Split-EP mit Amelotatis, Swallow the Feeder)
- 2009: The Omnipresence of Death (EP, Selbstverlag)
- 2011: Elend (Album, Omnious Silence)
- 2013: Die Stadt (Single, Selbstverlag)